# Маунабо (Пуерто-Рико)
Маунабо (ісп. Maunabo, МФА: [mauˈnaβo]) — муніципалітет Пуерто-Рико, острівної території у складі США. Заснований 1799 року.

## Географія
Маунабо розташований у південно-східній частині острову Пуерто-Рико.
Площа суходолу муніципалітету складає 54 км² (71-е місце за цим показником серед 78 муніципалітетів Пуерто-Рико).

## Демографія
Станом на 2010 рік на території муніципалітету мешкало 12 225 ос.
Динаміка чисельності населення:

## Населені пункти
Найбільші населені пункти муніципалітету Маунабо:
| Населений пункт | Статус | Населення :   | Населення :   | Населення :   |
| Населений пункт | Статус | на 01.04.1990 | на 01.04.2000 | на 01.04.2010 |
| --------------- | ------ | ------------- | ------------- | ------------- |
| Емахагуа        | Селище | 2 457         | 3 099         | 2 857         |
| Маунабо         | Місто  | 2 516         | 2 075         | 1 668         |
| Пало-Секо       | Селище | 1 221         | 1 152         | 1 008         |